# Rosa rubiginosa
Rosa rubiginosa L., 1771 è un arbusto selvatico appartenente alla famiglia delle Rosacee, originario dell'Europa e dell'Asia occidentale, nota in Italia come rosa balsamina.
È una pianta perenne utilizzata sia come ornamento sia per la raccolta dei cinorrodi, di cui sono utilizzate la buccia e polpa essiccata, per la produzione di infusi, marmellate, integratori nutrizionali, visto il tenore relativamente alto di acido ascorbico (min. 0,15%) e i semi per la produzione di un olio particolarmente richiesto dall'industria cosmetica.

## Descrizione
Rosa rubiginosa è una pianta che cresce in maniera spontanea e selvatica in ambienti umidi e temperati. Ha uno stelo spinoso, i suoi fiori bianchi e rosa possono avere dei pigmenti gialli.
È un arbusto alto fino a 2-3 metri con un fittone profondo da 1 a 1,5 m, dalla cui massa radicale superficiale si sviluppano germogli. Gli steli pendenti di colore verde portano spine ricurve. Le foglie, con tricomi, presentano 2 o 3 paia di foglioline ovali, con margine dentato. Peculiarità della specie è il fatto di avere delle ghiandole che ricoprono le foglie ed i frutti. Inoltre il fogliame, specialmente quando inumidito in estate, emana, anche senza sfregamento, un profumo che ricorda quello delle mele. I suoi fiori sono solitari o sono raggruppati in corimbi fino a 7 fiori, rosa o bianchi, di 4 e 5 cm di diametro, con numerosi stami e sepali. Ci sono molti stami gialli. Lo pseudofrutto, un cinorrodo, globoso a oblungo di 1-2 cm di diametro, dapprima verde, poi giallo e di colore scarlatto a maturità. Il cinorrodo contiene numerosi acheni, i veri frutti lunghi da 4 a 7 mm, che contengono un seme. Gli steli normalmente formano fiori nel secondo anno. Sugli steli sono presenti gemme triple, di queste si svilupperà solo la gemma centrale, dando origine a boccioli misti che possono produrre numerosi fiori.
Fiorisce nell'emisfero boreale da maggio ad agosto. Il cinorrodo, persistente, matura da uno a 2 mesi dopo il fiore.

## Distribuzione e habitat
Rosa rubiginosa è originaria di gran parte dell'Europa ad eccezione dell'estremo nord (sopra 60° N), dove abita pascoli e arbusti spinosi dal piano montano a quello subalpino, con clima continentale soleggiato. Cresce in luoghi dove il clima è relativamente mite, con temperature minime di 3 °C e massime di 27 °C, con buona luminosità e precipitazioni comprese tra 500 e 1500 mm all'anno. Un eccesso di umidità relativa è dannoso per la produzione e la qualità del frutto, mentre la mancanza di luce influisce sul numero dei fiori. Richiede freddo durante l'inverno per favorire la germinazione dei semi o la germogliazione delle gemme.  La sua presenza è dubbia nell'Asia occidentale. Nell'Europa meridionale si trova più frequentemente ad altitudini più elevate, di solito da 500 a 1500 m.
La Rosa rubiginosa è una neofita in molte aree temperate calde del mondo, ad esempio Lesotho, Sud Africa, Australia, Nuova Zelanda, Stati Uniti e Sud America meridionale.  Ad esempio, in alcune parti dell'Australia la Rosa rubiginosa è una pianta invasiva; vi fu introdotta come pianta ornamentale e alimentare all'inizio del XIX secolo. In Cile, dove viene anche coltivata intensivamente, è tra le rose selvatiche (chiamate localmente rosa mosqueta) la specie più diffusa.

## Usi
Oltre che per i suoi fiori rosa, è apprezzata per il suo profumo e per i cinorrodi. 
L'infuso prodotto dalle polpe disidratate dei cinorrodi di varie rose selvatiche è molto popolare in Europa e altrove, dove è considerato un modo sano per le persone di assumere la loro dose giornaliera di vitamina C e altri nutrienti.
Per l'utilizzo medicinale i derivati dai cinorrodi della rosa rubiginosa sono descritti in una monografia della Farmacopea europea come Rosae pseudo-fructus, dove viene specificato un contenuto minimo di acido ascorbico, nelle polpe essiccate, dello 0,3%.  L'Organizzazione internazionale per la standardizzazione (ISO) fornisce le specifiche di qualità alimentare per i frutti maturi essiccati con "steli tagliati e estremità di calice rimosse ”(ISO 23391) in tre gradi:“ Extra class ” deve contenere almeno lo 0,2% di ascorbico acido, "Classe I" specifica un contenuto minimo di acido ascorbico dello 0,175% e "Classe II" ha un minimo dello 0,15% acido ascorbico
Le polpe dei cinorrodi sono utilizzate anche per marmellate, integratori alimentari. Come sottoprodotto nella produzione delle polpe di cinorrodi si può produrre anche un olio di semi, di cui si vantano molti pregi nella applicazione cutanea, a cui è stato attribuito il nome INCI: ROSA RUBIGINOSA SEED OIL.

## Coltivazione e produzione

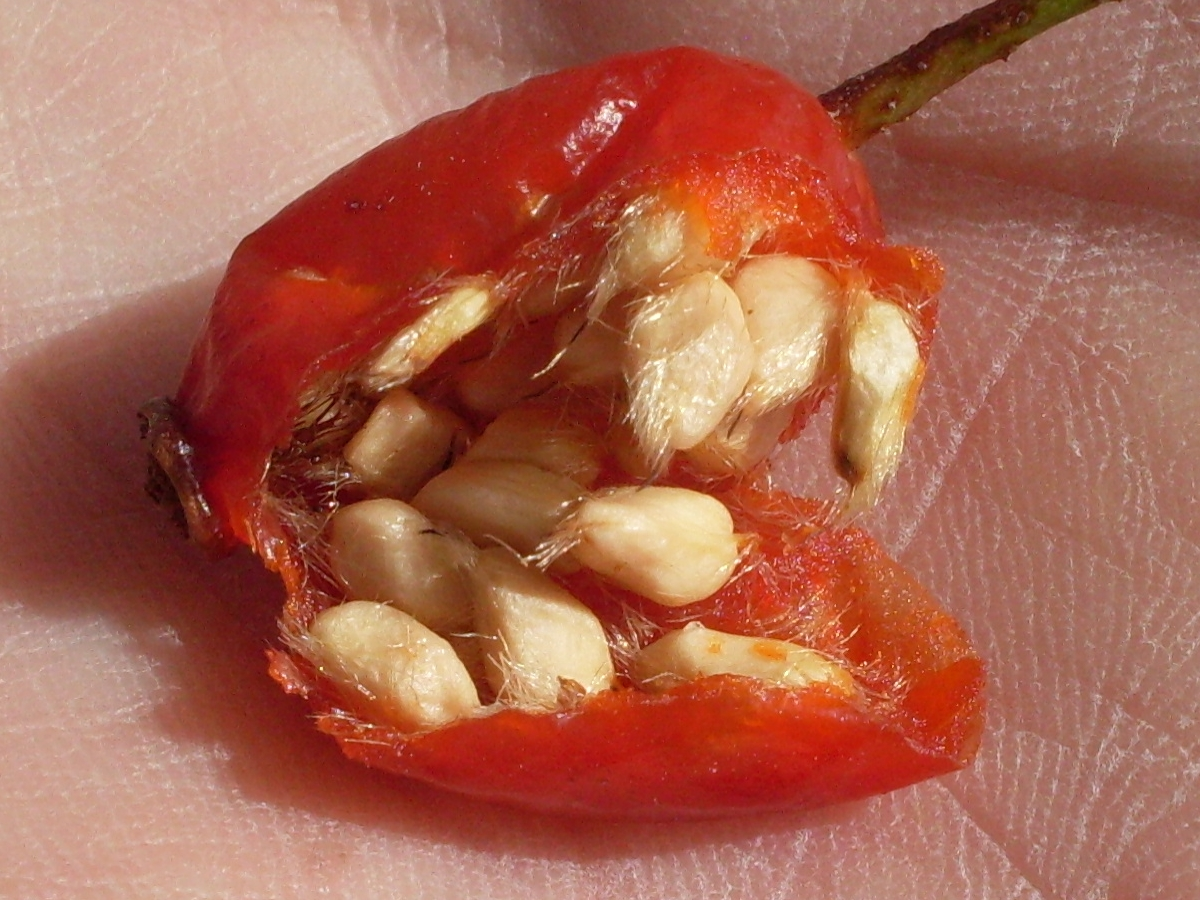
Cinorrodo di rosa rubiginosa, spaccato. Visibili gli acheni da cui viene estratto l'olio

Una pianta coltivata può rendere più di 3 kg di cinorrodi dopo il terzo anno. Con una densità di 2200 piante per ettaro, ad ogni raccolto si possono ricavare oltre 6600 Kg/ha di cinorrodi.   Durante i mesi autunnali  (febbraio, marzo e aprile nell'emisfero australe) viene fatta la raccolta, sia manuale con appositi rastrelli sia meccanizzata. I cinorrodi vengono fatti essiccare in ambienti dedicati allo scopo. L'essiccazione viene completata in forni impostati a 70 °C per raggiungere lo scopo senza alterare le proprietà del pseudo-frutto. Successivamente si separano gli acheni, i veri frutti che contengono un singolo seme, dalla buccia e polpa del cinorrodo. Le polpe spaccate vengono poi selezionate per rimuovere quelle difettose e per indirizzarne la diversa qualità ai diversi utilizzi. I procedimenti per ottenere l'olio sono diversi. Da una tonnellata di cinorrodi si ricavano circa 230 kg di semi, da questi 20 kg scarsi di olio se estratto a caldo con solventi. Con processi a freddo la resa quasi si dimezza. Visto lo scarso contenuto di olio nei semi, l'estrazione avviene normalmente trattando i semi con enzimi, ultrasuoni o microonde e procedendo con i tipici processi di estrazione a freddo a caldo o con solventi. A seconda del processo di estrazione utilizzato e della destinazione d'uso l'olio viene poi, più o meno, raffinato.